# Grandview, Indiana
Grandview är en kommun (town) i Spencer County i Indiana. Vid 2010 års folkräkning hade Grandview 749 invånare.